# Лозик Валерій Вікторович
Валерій Вікторович Лозик (нар. 27 грудня 1967, Шахтарськ, Донецька область, УРСР) — радянський та український плавець, бронзовий призер Олімпійських ігор 1988 року.

## Виступи на Олімпійських іграх
| Олімпіада | Дисципліна         | Місце |
| --------- | ------------------ | ----- |
| Сеул 1988 | 200 м брасом       | 5     |
| Сеул 1988 | 4x100 м комплексом | 3     |